# Hartmut Klotzbücher
Hartmut „Haggi“ Klotzbücher (* 26. September 1961) ist ein deutscher Comicautor.
Klotzbücher wurde auf der Schwäbischen Alb geboren. Er studierte zunächst Wirtschaftsingenieurwesen. Im Jahr 1985 begann er, in Fanzines Comics zu veröffentlichen, zuerst in PLOP. 1986 gründete er sein eigenes Fanzine Au weia. Im Zwerchfell Verlag wurden Anfang der 1990er-Jahre Klotzbüchers Comics erstmals professionell verlegt.

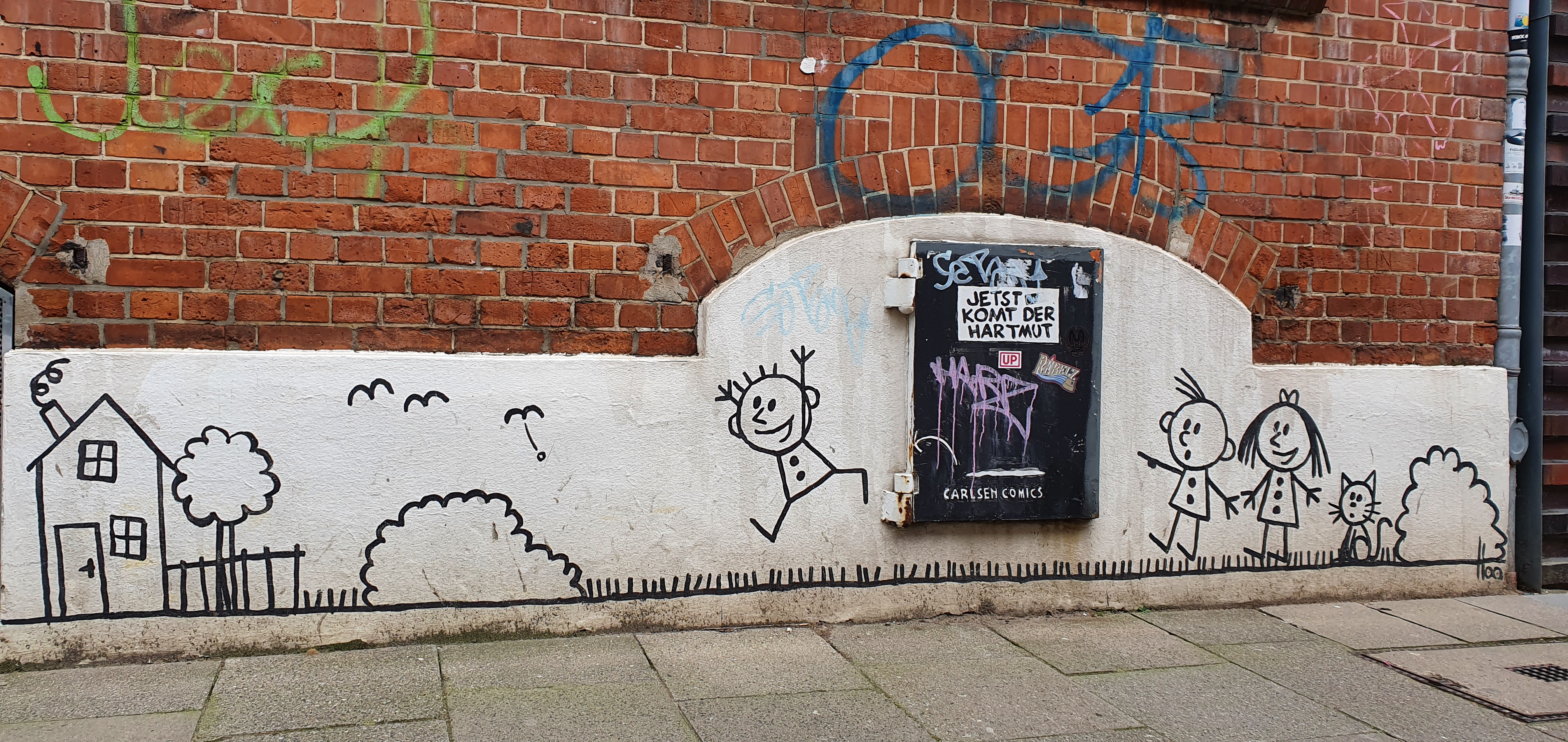
Hartmut-Graffiti in Hamburg

Seit 1998 erscheinen regelmäßig Abenteuer-fom-Hartmut-Comics [sic!], die alltäglichen und phantastischen Erlebnisse eines durchschnittlichen kleinen Jungen. Charakteristisch für die Hartmut-Comics ist der Strichmännchen-Stil und die kindlich anmutende, falsche Orthografie. Klotzbücher übernahm zudem Textbearbeitungen, Übersetzungen und Lettering für diverse Comic-Verlage.
Hartmut Klotzbücher lebt in Wingst.

## Comicographie (Auswahl)
- Die Lösung von Kringeln (Zwerchfell Verlag, 1991)
- Ferdi fällt aus der Rolle (Zwerchfell Verlag, 1994)
- Die Abenteuer vom Lieben Gott (Lappan, 1996)
- Di Abenteuer fom Hartmut (Heinzelmännchen Verlag, 1998)
- Der Hartmut fert um di Welt (Moga Mobo, 1999)
- Der Hartmut weis bescheit (Carlsen Verlag, 2000)
- Der Hartmut hatt si alle! (Carlsen Verlag, 2000)
- Der Hartmut in Gefar! (Carlsen Verlag, 2001)
- Für ein paar Kringel mehr (Zwerchfell Verlag, 2001)
- Der Hartmut erklert euch di Welt (Carlsen Verlag, 2002)
- Der Hartmut reißt durch di Zeit (Carlsen Verlag, 2002)
- Der Hartmut ruhft Bretselburg (Carlsen Verlag, 2003)
- Der Hartmut jahgt di Haggimon Z (Carlsen Verlag, 2003)
- Der Hartmut in Baiern (Carlsen Verlag, 2004)
- Zaubärhafte Geburtstagsgrüße (Carlsen Verlag, 2005)
- Der Hartmut kennd sich auß (Gringo Comics, 2008)
- Früling, Sommer, Herpst unt Hartmut (Gringo Comics, 2008)
- Die Abenteuer vom Lieben Gott, Band 2 (Gringo Comics, 2010)
- Der Hartmut finndet den Supperstahr (Gringo Comics, 2010)
- Der Hartmut hat euch alle lihb (Gringo Comics, 2010)
- Der Hartmut kommt, siet unt sigt! (Gringo Comics, 2011)
- Der Hartmut hilft dehm Weinachtzmann (Gringo Comics, 2011)
- Der Hartmut macht, was iem gefellt (Gringo Comics, 2012)
- Der Hartmut gugt in di Sterne (Gringo Comics, 2013)
- Dem Hartmut fellt immer was 1! (Gringo Comics, 2014)
- Di allererßten Abenteuer fom Hartmut – Sammelbant 1 (Gringo Comics, 2015)
- Der Hartmut erohbert Amehricka (Gringo Comics, 2016)
- Di allerzweiten Abenteuer fom Hartmut – Sammelbant 2 (Gringo Comics, 2018)
- Der Hartmut kann nichz daführ (Gringo Comics 2018)